# Abalama
Abalama é uma cidade do estado de Rios, na Nigéria, e pertence à área de Asari-Toru.
Como muitas áreas no delta do Níger, a poluição da água é um problema.